# USS Cooper (DD-695)
L'USS Cooper (DD-695) est un destroyer de classe Allen M. Sumner en service dans la Marine des États-Unis pendant la Seconde Guerre mondiale. Il est nommé en l'honneur de l'aviateur Elmer Glenn Cooper (en).
Sa quille est posée le 30 août 1943 au chantier naval Federal Shipbuilding and Drydock Company de Kearny, dans le New Jersey. Il est lancé le 23 avril 1944, parrainé par Mme Elmer G. Cooper, et mis en service le 27 mars 1944 sous le commandement du commander J. W. Schmidt.

## Historique
Le Cooper appareille de Boston le 23 juillet 1944 pour rejoindre Pearl Harbor qu'il atteint le 4 septembre. Après des essais, il reprend la mer le 23 octobre à destination d'Ulithi, y arrivant le 5 novembre. Il sert ensuite de sentinelle pour les porte-avions lors des attaques aériennes sur l'île de Luzon, de la baie d'Ormoc et de Manille jusqu'au 19 novembre.

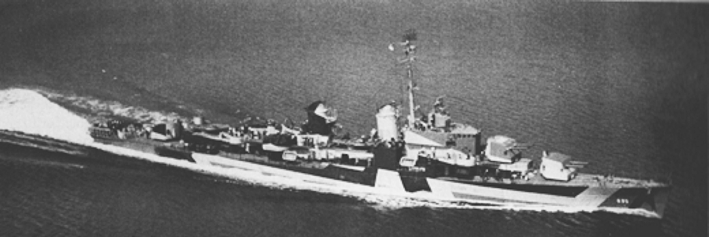
Le Cooper à la fin de 1944.

Après des réparations à Ulithi, il rejoint la baie de San Pedro le 29 novembre où il participe à des patrouilles dans le golfe de Leyte jusqu'au 2 décembre, date à laquelle il rejoint les destroyers Allen M. Sumner et Moale pour détruire les navires japonais dans la baie d'Ormoc. Lors de la bataille, vers 00 h 13 le 3 décembre, le Cooper est torpillé par le destroyer japonais Take. Les rapports indiquent qu'il subit une explosion sur son côté droit, se casse en deux puis coule en une minute. La présence de forces ennemies empêcha le sauvetage des survivants jusqu'à environ 14 h 00, lorsque des avions "Black Cat" purent sauver 168 membres d'équipage ; 191 furent tués dans cette attaque.

### Découverte de l'épave
En décembre 2017, lors d'une expédition de Paul Allen à bord du navire de recherche RV Petrel, son épave est localisée à la position géographique 10° 54′ 00″ N, 124° 36′ 00″ E, puis confirmée grâce à son armement et sa position indiquée par des documents historiques.

## Décorations
Le Cooper a reçu un battle stars pour son service pendant la Seconde Guerre mondiale.